# 张如意
张如意（1965年—），男，教育学博士，河北大学图书馆馆长，日语系教授。

## 经历
- 1985年-1989年  河北大学外文系本科  日语专业
- 1989年-1994年  河北大学外文系教师  日语专业
- 1994年-2000年  日本留学（东京都立大学、大东文化大学）  日语语言文学专业[1]
- 2000年-今  河北大学外国语学院教师 日语语言文学[2]

## 著作
- 《日本文学史》外语教学与研究出版社
- 《日本历史》高等教育出版社
- 《日本私立大学与临时教育会议研究》河北教育出版社
- 《教孩子学会学习》上海人民出版社（合译）

## 社会职务
- 教育部高校外语教学指导委员会委员
- 中国日语教学研究会常务理事
- 国际二宫尊德报德思想研究会理事
- 河北省翻译协会会员
- 河北省高校外语教学研究会副会长